# 6921 Janejacobs
A 6921 Janejacobs (ideiglenes jelöléssel 1993 JJ) a Naprendszer kisbolygóövében található aszteroida. Ueda Szeidzsi és Kaneda Hirosi fedezte fel 1993. május 14-én.